# Проба Шелестюка
Проба Шелестюка або Проба на гідрофільність тканин за П. І. Шелестюком — проба для визначення ступеня зневоднення (дегідратації) та відповідно потреби у введенні рідини. Вона найчастіше використовується при лікуванні гострого панкреатиту, кишкової непрохідності, перитоніту. Проба дає лише орієнтовні цифри. У будь-якому випадку необхідно звертати увагу на інші дані, такі як темп діурезу, зміна центрального венозного тиску, аускультативної картини легень тощо.

## Походження епоніма
Пробу запропоновано П. І. Шелестюком у 1978 році. Вона є модифікацією проби Мак-Клюра-Олдрича, запропонованої Мак-Клюром та Олдричом (англ. W. C. McClure, C. A. Aldrich) у 1923 році.
Петро Іванович Шелестюк  — українець, народився у 1922 році у селі Китайгород Вінницької області. З 1981 по 1997 рік завідував кафедрою онкології з курсом променевої діагностики та променевої терапії Мордовського державного університету імені Н. П Огарьова, місто Саранськ, Мордовія.

## Методика проби
- Проводиться обробка шкіри передньої поверхні передпліччя антисептичним розчином.
- Внутрішньошкірно вводиться 0,25 мл 0,9 % розчину натрію хлориду.
- Відмічається час повного розсмоктування «лимонної шкірки».
- За часом розсмоктування по номограмі визначається орієнтовний ступінь дегідратації.

## Номограма за Шелестюком
У випадку достатньої гідратації «лимонна шкірочка» розсмоктується за 45-60 хвилин.
| Ступінь дегідратації | Час розсмоктування (хв) | Кількість рідини для корекції (мл/кг/добу) | Добова кількість рідини для хворого масою 70 кг (мл) |
| I                    | 30-40                   | 50-80                                      | 3500-5600                                            |
| II                   | 15-30                   | 80-120                                     | 5600-8400                                            |
| III                  | 5-15                    | 120-160                                    | 8400-11200                                           |